# Água Cláudia
Água Cláudia (em latim: Aqua Claudia) era um aqueduto romano que começou a ser construído no reinado do imperador Calígula (r. 37–41) e terminou no governo de Cláudio (r. 41–54), seu sucessor. A construção foi do ano 38 a 52. Suas fontes principais, chamadas Ceruleus e Curtius, ficavam a 300 passos para a esquerda do trigésimo-oitavo miliário da Via Sublacensis. Subiaco, que estava a 70 km de Roma, também era fonte para a Água Cláudia.
Ele estendia por 69 km (incluindo os canais subterrâneos) e seu volume na primavera chegava a 191 190 metros3 em 24 horas.

## Estrutura
Um ramo secundário, construído pela obra de Nero, os Arcos Neronianos ou Arcos de Nero (em latim: Arcus Neroniani), levava a água da Água Cláudia para o monte Célio (motivo pelo qual é conhecido também como Aqueduto Celimontano), na região ocupada pela sua monumental Casa Dourada; este ramo foi depois prolongado por Domiciano para servir aos palácios imperiais no Palatino, cruzando o vale entre este e o Célio com altíssimas arcadas. Depois que Nero completou esta extensão, a Água Cláudia passou a suprir água para todas as 14 regiões de Roma. Logo depois de seu tanque de filtragem, perto do sétimo miliário da Via Latina, seu canal finalmente passa ser conduzido sobre arcos, que aumentam de altura conforme a superfície declina em direção à cidade. A Água Cláudia é um dos dois aquedutos de Roma que fluíam pela Porta Maior (o outro era o Ânio Novo). Frontino o descreveu em detalhes em sua obra do final do século I, "De Aquaeductu". A igreja San Tommaso in Formis foi depois construída bem ao lado dele.
A Água Cláudia manteve sua estrutura e aparência por tanto tempo por causa da composição de seu concreto. Os romanos antigos misturavam cinza vulcânica na mistura do concreto, o que o tornava mais forte e durável. Como em todos os aquedutos, a água se movia apenas pela força da gravidade, escorrendo pelo declive do canal, que caía 1 centímetro à cada 100. O canal corria subterrâneo por quase 60 quilômetros e por cima de arcos por apenas 9,5 km, cada um deles com mais de 30 metros de altura. 

## Galeria

Imagens do aqueduto
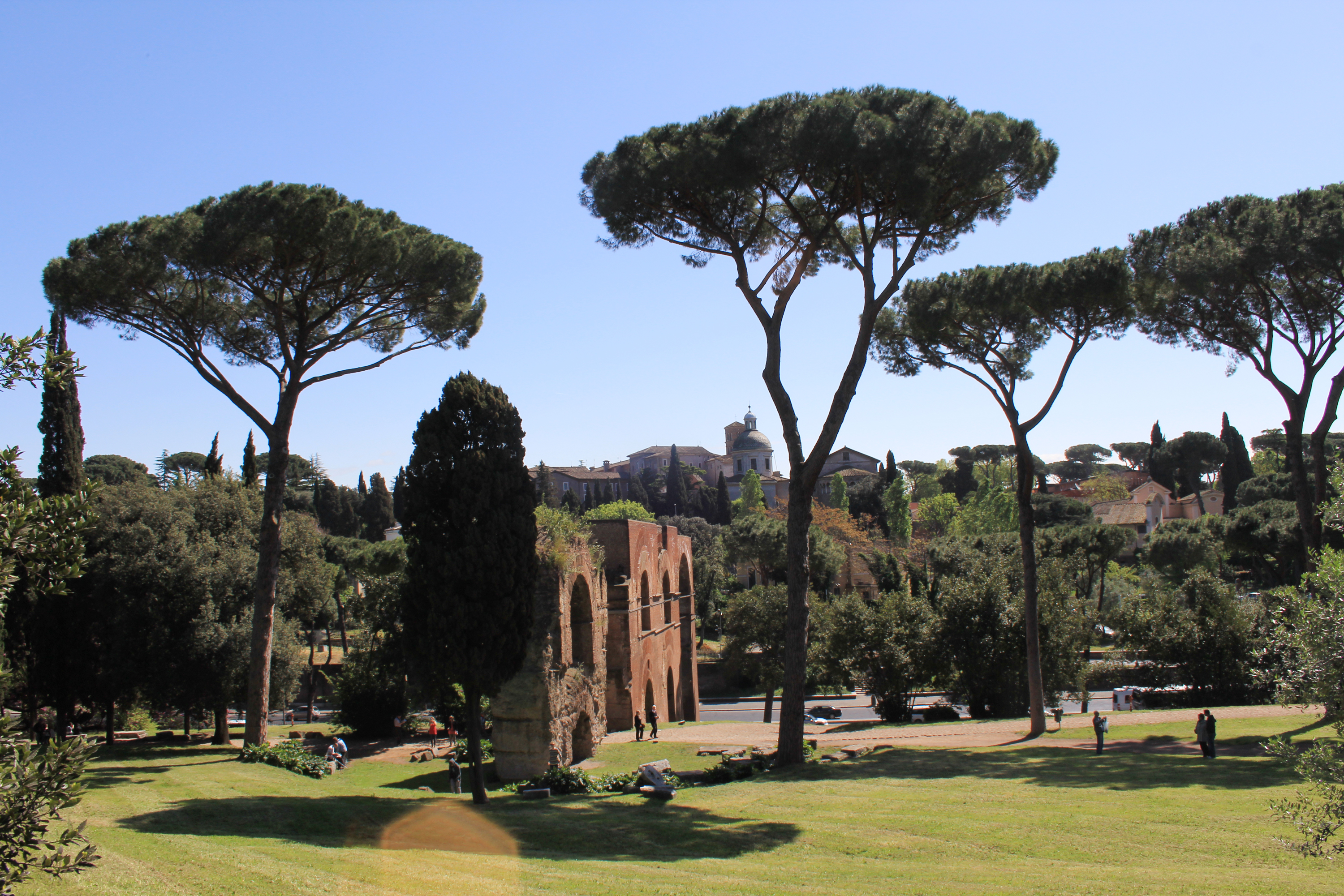
Restos dos Arcos de Nero, um ramal da Água Cláudia que levava sua água até o monte Célio.
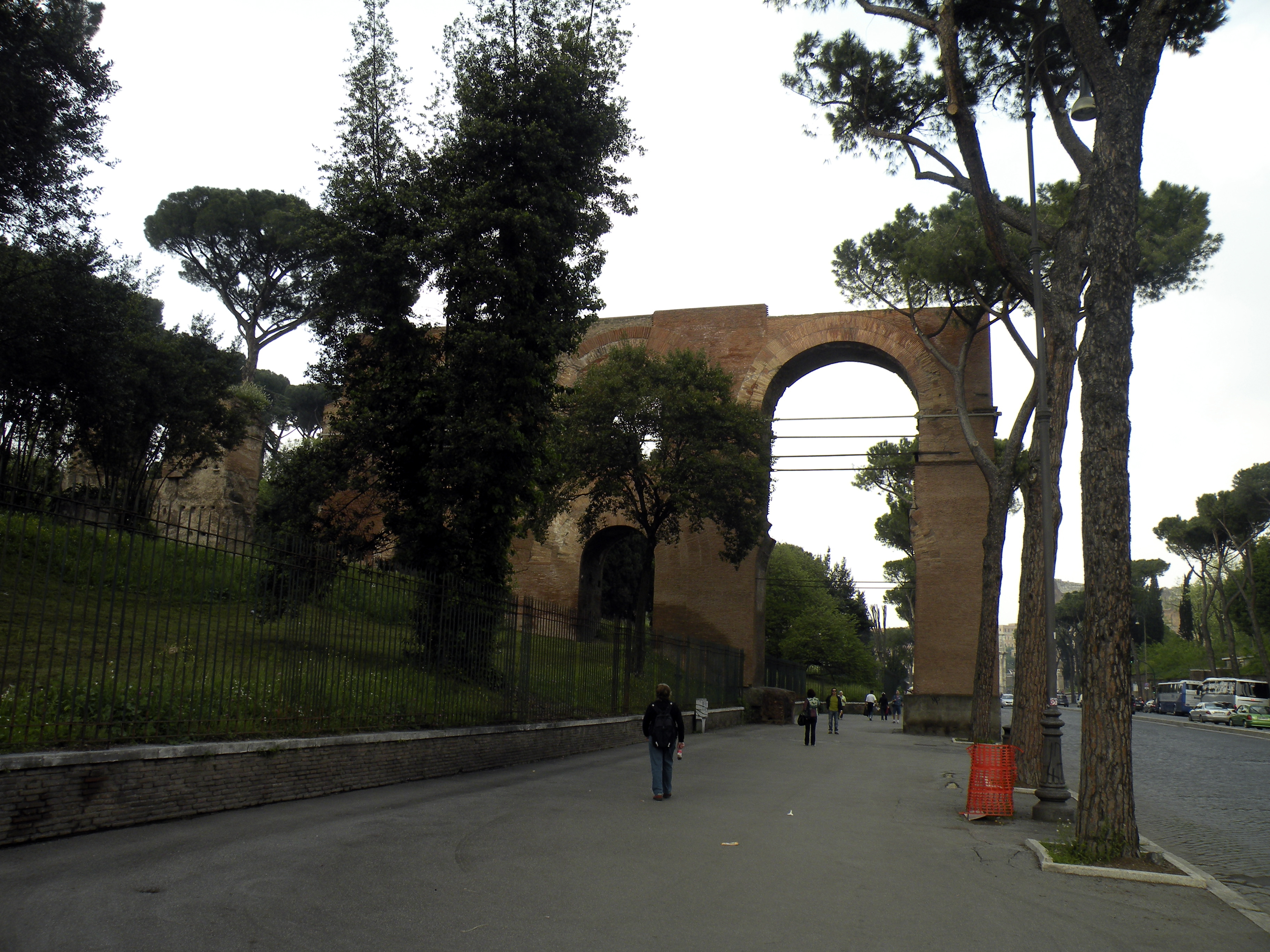
Um dos altíssimos arcos da extensão de Domiciano dos arcos dos Arcos de Nero para servir o monte Palatino.
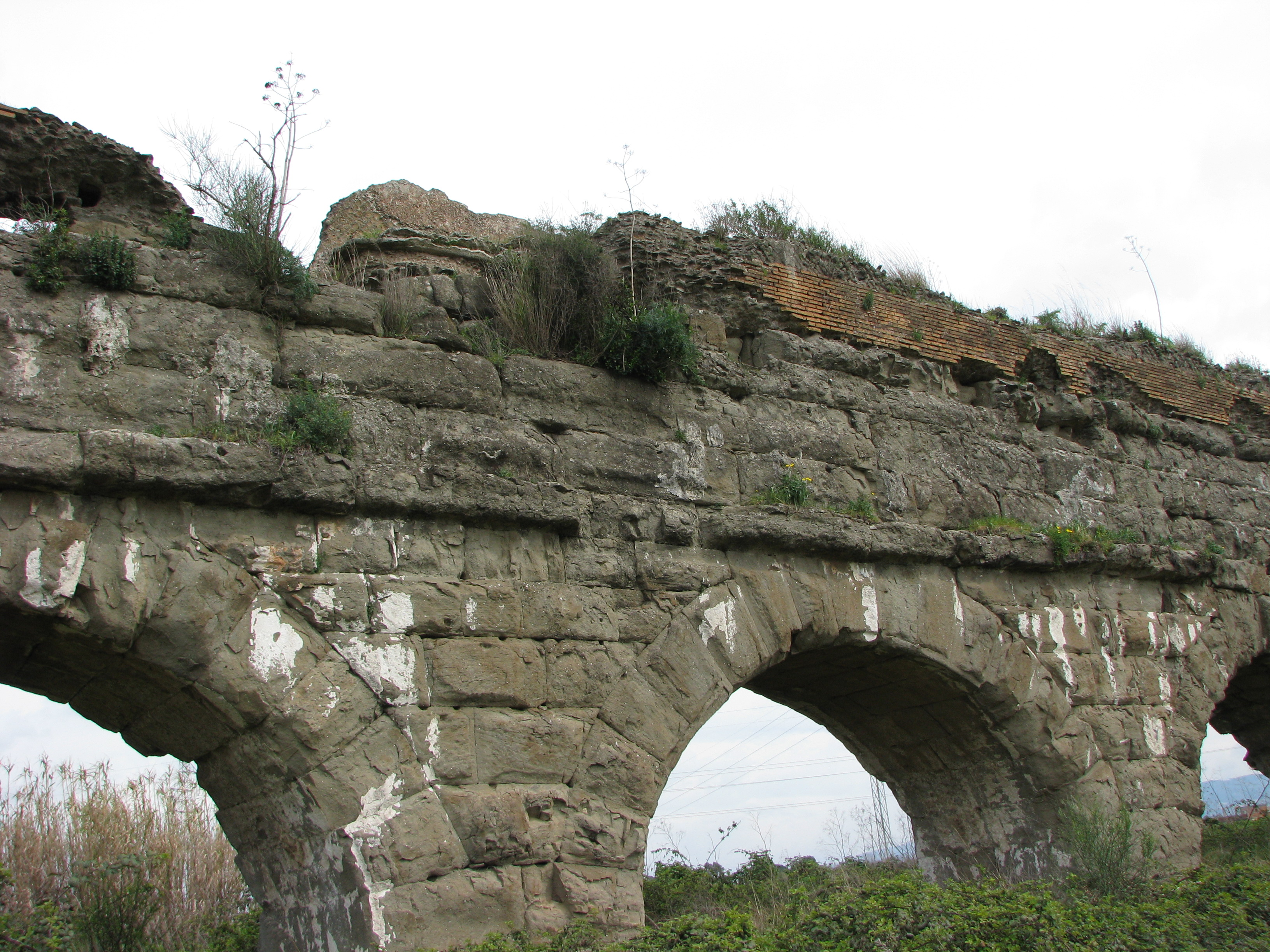
Trecho da Água Cláudia com o Ânio Novo (em tijolos) correndo por cima.
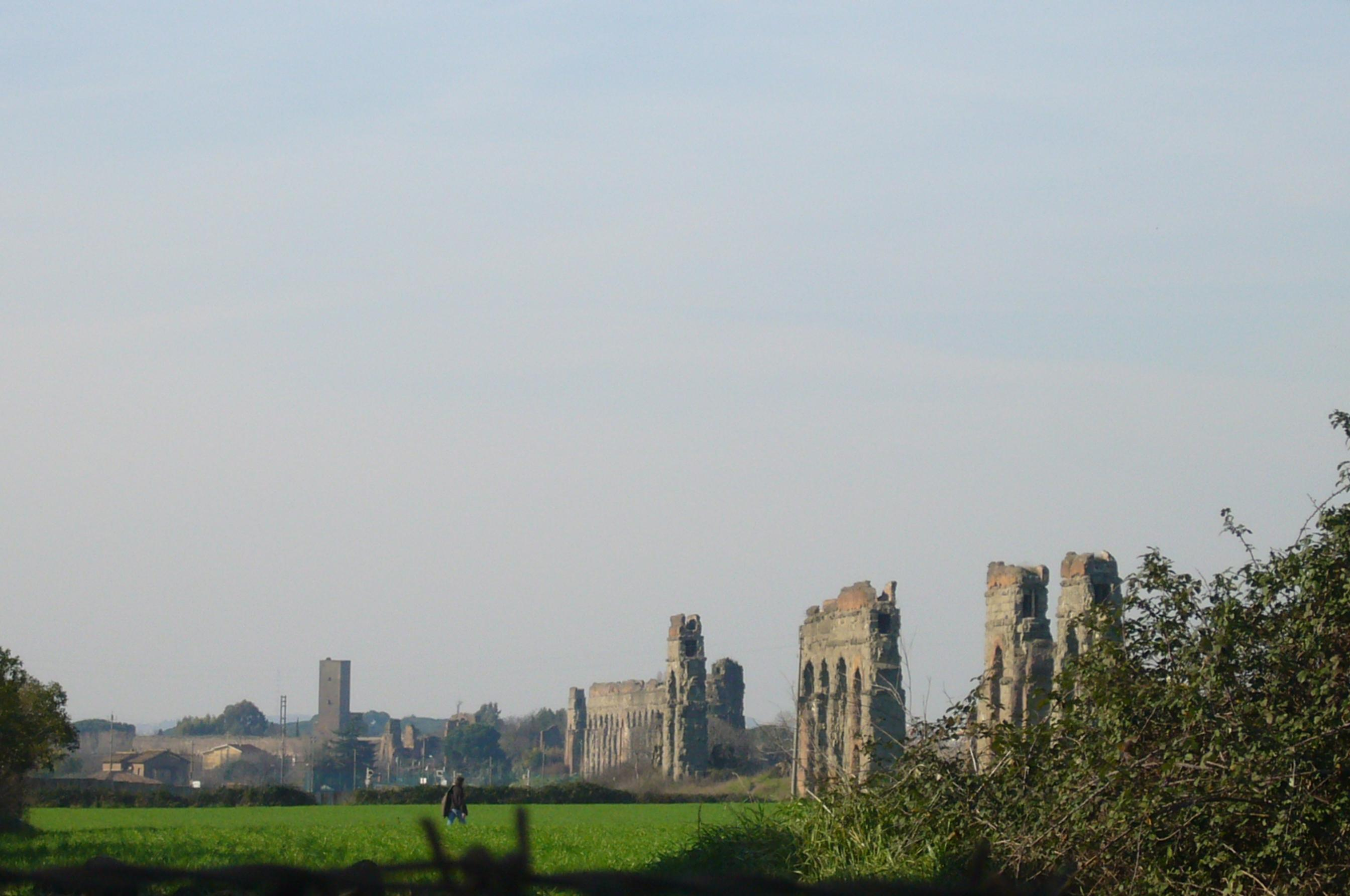
Aproximação de Roma.